# Northeast Bon Homme (Dakota del Sur)
Northeast Bon Homme es un territorio no organizado ubicado en el condado de Bon Homme en el estado estadounidense de Dakota del Sur. En el Censo de 2010 tenía una población de 468 habitantes y una densidad poblacional de 1,28 personas por km².

## Geografía
Northeast Bon Homme se encuentra ubicado en las coordenadas 43°4′32″N 97°45′48″O / 43.07556, -97.76333. Según la Oficina del Censo de los Estados Unidos, Northeast Bon Homme tiene una superficie total de 365.63 km², de la cual 364.81 km² corresponden a tierra firme y (0.22%) 0.81 km² es agua.

## Demografía
Según el censo de 2010, había 468 personas residiendo en Northeast Bon Homme. La densidad de población era de 1,28 hab./km². De los 468 habitantes, Northeast Bon Homme estaba compuesto por el 98.72% blancos, el 0.21% eran afroamericanos, el 0.21% eran amerindios, el 0.43% eran asiáticos, el 0% eran isleños del Pacífico, el 0% eran de otras razas y el 0.43% pertenecían a dos o más razas. Del total de la población el 0.43% eran hispanos o latinos de cualquier raza.